# 4AD
4AD是英国的一个独立唱片品牌，由伊沃·瓦罗和彼得·肯特在1980年成立。该品牌最初由乞丐宴会唱片赞助和发行。1980年代廠牌為另類搖滾，後朋克，哥特搖滾和夢幻流行的藝術家發行唱片而知名，其中包括包豪絲（Bauhaus）、極地雙子星（Cocteau Twins）、死者能舞（Dead Can Dance）和小妖精（Pixies）。